# Џи-Шок
Џи Шок је линија сатова од стране Касиа, дизајнираних да издрже механички шок и вибрације. Његов пун облик је Гравитациони Сат. Дизајнирани су првобитно за спортове, војску и активности за спољне активности;  приближно сви Џи-шокови су дигитални или комбинација аналогног или дигиталног и имају функицију штоперице, тајмер, електролуминесцентно позадинско осветљење и отпорност на воду.

## Историја
У 1983. , Касио инжењер Кикуо Ибе дизајнирао је први Џи Шок: ДВ-5000Ц. Имао је 10-годишњи животни век батерије, водоотпорност до 10 бара и био је у стању да преживи пад од 10 метара на тврду површину (он је тестирао 200 прототипова спуштајући их са кровова или прозора треће стране).
Дизајн отпоран на ударце поседује 10 слојева који штите кварцни модул за мерење времена, укључујући браник уретанске гуме, кућиште од нерђајућег челика, кристал кристала од ојачаног стакла од минералног стакла, од нерђајућег челика са навојем и "плутајући модул" где се кварц механизам креће слободно у постољу за уретанску пену, са спољним дугмићима и ЛЦД модулом који је причвршћен са флексибилним кабловима.
Касио је објавио Џи шок у априлу 1983, како би испунио потражњу за издржљивим сатовима. Популарност Џи-шокова порасла је током деведесетих. До 1998. Касио је издао више од 200 модела Џи-Шока. До тада Касио је продао 19 милиона Џи-шокова широм света.
Године 1991. Касио је издао Беби-џи серију за жене.
Џи-Шок Мини су 70% величине Џи-Шока, за људе који имају мање зглобове. Доступни су у Јапану и могу се испоручивати широм света.
Дана 1. септембра 2017. Касио је прославио 100 милиониту испоруку Џи-шокова широм света.

## Тренутни модели
Линија сатова сада укључује синхронизацију атомског сата и соларну батерију. Кокпит Џи-Шокје званични мерилац времена Нисмо Рејсинга. Многи новији Џи-Шокови имају металну (челичну или титанијумску) наруквицу и аналогно мерење времена.
ДВ су стандардни Џи-шокови док ГВ Џи-шокдолази или чврст соларни или атомски или на оба.
Два пута годишње ажурирани су основни модели. Нови ограничени модели уведени су чешће током године. Као и код Своч сатова, Џи-Шок су постали предмети колекционара.
Касио такође производи моделе сарадње, често са популарним модним брендовима, као што су купаћи мајмун (Бапе), Стусси,  Ксларге, КИКС ТИО, Нано Универсе, Леви'с, Лифтед Ресрч Група, као и Кока Кола, Пулп68 Скејтшоп, Лакистрајк и Марлборо.
Џи-Шок сатови су популарни код планинара, ватрогасаца, болничара, људи који раде обали, полицајцима, астронаутима, филмским режисерима (Тони Скот је често представљен у ГВ-3000Б, као и Рон Ховард и Францис Форд Копола) и војници. Бивши припадници специјалних снага - британски војник САС Анди МакНаб помиње у неколико својих романа како његов лик Ник Стон се ослања на Џи-шок сат. Према књизи Марк Бовден-а Блекхаук Даун, оператери ДЕЛТА су носили Џи-шок сатове током борбених догађаја 3. и 4. октобра 1993. Од тада су Џи-шок сатови постали веома популарни у групама Специјалних снага и у америчким и другим јединицама НАТО-а, због њиховог "тестирања битке".
Модели ДВ-5600Ц, ДВ-5600Е, ДВ-5900, ДВ-6600, ДВ-6900 су квалификовани за НАСА путовање. Касио је ажурирао ДВ-5600Е модул, замењујући уобичајени модул 1545 са модулом број 3229 (у 2010. години).
У 2012, Касио је објавио ГБ-6900, модел способан за Блутут од Џи-шока. Касио тврди да батеријатраје од 2 године на једној ЦР2032 батерији.
Цасио наставља да додаје нове функције Џи-шок сатовима. Неке укључују соларно пуњење батерија и Мултибанд 6 синхронизацију путем радио сигнала из шест станица за пренос података широм света. ГВ-9400 Рангеман и ГВН-1000 Гулфмастер модели имају Троструки сензор са дигиталним компасом, термометром и барометар / висиномером. МТГ-С1000, ГВ-А1000 и ГПВ-1000 имају Трипл Ге Ресист који укључује отпорност на удар, центрифугалну силу и вибрације. У 2014. Касио је представио функцију Џи-пи-ес Хибрид Ваве Цептор у ГПВ-1000 Гравитимастер-у која омогућава сату да синхронизује време путем Џи-пи-ес сигнала и аутоматски подешава временску зону. МРГ-Г1000 је такође опремљен овом функцијом.

## Атомски сат синхронизован са Мулти-Бандом 6
Џи-шок сатови са Мулти-Бандом 6 могу се подесити у атомски сат за аутоматско чување времена.
Тренутно је широм света радио:

#### Јапан
Сатови се могу подесити на две локације:
Сигнал 40 килохерца од ЈЈИ на Маоунт Отакадоја, у близини Фукушиме. (Охтакадојајама).
Сигнал 60 килохерца од трансмитера Хаганеиама на планини Хагане (Хаганеиама).

#### Кина
Сатови се подешавају на 68 килохерца сигнал од БПЦ-а на Шангају. Ово је најновији додатни сигнал; старији мулти-банд 5 сатови неће моћи да се повежу са овим сигналом. Морате да надоградите на новији вишенаменски 6 сат за рад.

#### Америка
Сатови се подешавају на сигнал од 60 килохерца од ВВВБ-а у Форт Колинсу.

#### Велика Британија
Сатови се подешавају на 60 килохерца МСФ на Анторн.

#### Немачка
Сатови се подешавају на 77.5 килохерца радио ниско фреквентни сигнал ДЦФ77 на Маинфлингену.

## Гинисова књига рекорда наслов
Дана 12. децембра 2017. године, Џи-шок је достигао Гинисов светски рекорд за најтеже возило које прелази преко сата. Гинисов светски рекорд је возио камион од 24,97 тона преко модела Касио Џи-Шок ДВ5600Е-1. Џи-шок је први сат који било које компаније који је у стању да се избори са изазовима.

## Листа модела

### Мастер Џи
- Фрогман
- Гулфман
- Мудман
- Рисеман
- Рангеман

### Џи-Лајд сурфовање издања
Ови модели су објављени 1996, дизајнирани и специјално направљени за тржиште сурфовања. Ови модели су били први Џи-шок сатови који имају тајмер за одбројавање. Тајмери за одбројавање на овим моделима су дизајнирани да рачунају на такмичењима за сурфовање, неки од каснијих модела имају тајмере јахти, месец и плиме графиконе, тако да сурфер може пратити напредак док се такмиче на води. Многи од ових модела долазе опремљени са пар адаптера за траке и једну појединачну смолу или најлонску траку. Ови стилови бенда су познати и као "крос бенд" на јапанском домаћем тржишту. Бендови за смоле за ове моделе су имали отворене рупе или прорез кроз бенд. Касио их позива као дренажне прорезе; идеја је да ће се вода исцрпљивати без икаквих проблема, док је у акцији приликом сурфовања. Већина ових серија модела имала су провидну траку. Ови модели су означени као Кс-Треме за јапанско домаће тржиште.

### Сноуборд/скејтборд издања
Ови модели су идентични издањима сурфовања, а такође су објављени и 1996. године. Они су дизајнирани за такмичаре и такмичења за скијање на сниегу. Једина разлика је у томе што су ови модели долазили са најлонским наруквицама.

### Модели ограниченог издања
- МРГ-8000Г-1АЈФ
- МРГ-8000РГ-1АЈФ
- МРГ-8100Г-1АЈР
- МРГ-8100Р-1АЈР
- Гоу Грин Пројекат: Г5600ГР-7, Г6900ГР-3, Г2300ГР-3 [13]

### Оригинални модели/Квадрати
- DW-5000
- DW-5200
- DW-5600C
- DW-5600E
- DW-5600MS
- DW-5600HR
- GW-5000
- GW-5035A
- GW-5600
- GW-5610

### Старински/Класични Модели
- DW-5700
- DW-5800
- DW-5900
- DW-6000
- DW-6100
- DW-6200
- DW-6500
- DW-6600
- DW-6900
- DW-8200
- DW-8400 (Mudman)
- DW-8600
- DW-8700
- DW-9000
- DW-9050
- DW-9051
- DW-9052
- DW-9052V
- DW-9400
- DW-9500
- DW-9600
- GL-7200
- GLS-6900
- GLX-5600
- GLX-6900
- DW-001
- DW-002
- DW-003